# Antonio Fraguas Saavedra
Antonio Fraguas Saavedra (Fonsagrada, Lugo, 1905-Madrid, 20 de abril de 1983) fue un escritor y periodista español.

## Biografía
Cursó estudios de Derecho y Farmacia en las universidades de Santiago de Compostela y Madrid. En 1931 ingresó en la multinacional holandesa Philips, en la que llegó a ser Apoderado General para España. Perteneció a Falange, participando en la Guerra Civil como alférez provisional.
Periodista de honor y escritor, Antonio Fraguas colaboró con publicaciones como Arriba, 7 Fechas y El Español. Fue además fundador del diario Unidad de San Sebastián.
Filmó, entre otras películas, Danzas de España, una de las primeras compilaciones sobre el folclore español. Antonio Fraguas Saavedra fue director general de Cinematografía y Teatro, y vocal del Sindicato Nacional del Espectáculo. Fue finalista del Premio Nacional de Teatro en 1943 con su obra Cumbres y simas y, posteriormente, obtuvo el Premio Abraham Lincoln, el Premio Ateneo de Valladolid, el Premio Ondas y el Ciudad de Oviedo ambos de novela, y los Premios Jauja y Hucha de Oro de cuentos.
Fue jefe superior de Administrador del Estado e inspector general de Información y Turismo.
Estaba casado con María Ascensión de Pablo y era padre de nueve hijos: María, Antonio "Forges", Enrique, Berta, Isabel, María José, Rafael, José María y Paloma.

## Literatura
- Don Generoso y los fantasmas (1961), Premio 'Ondas' de Novela.
- Cuesta arriba (1964), Premio Jauja de Cuentos.
- Memorias de un Ford T (1964).
- Unos rosales en China (1966), Premio Ciudad de Oviedo.
- El hombre que no tenía Curriculum-vitae (1974).
- Cielo santo ¡Los tecnócratas! (1980).